# Слободан Богоевски
Слободан Богоевски (на македонска литературна норма: Слободан Богоевски) е разузнавач и бивш ръководител на Службата за държавна сигурност на Република Македония, впоследствие осъден за пране на пари.

## Биография
Богоевски е роден е на 4 март 1953 година в Скопие, като семейството му произлиза от село Вевчани, Стружко. Богоевски прави кариера в службите за сигурност, където достига до най-високи позиции. От март 1991 г. до 1995 г. е подсекретар в Министерството на вътрешните работи и ръководител на Службата за държавна сигурност на Република Македония.
След януари 1997 Богоевски преминава в частния сектор. През юни 2005 г. той публично постулира необходимостта от промяна на идентичността на македонците чрез отдалечаване от славянското наследство и чрез приемане на по-стари корени от Древна Македония посредством т.нар. „антиквизация“.
През април 2013 г. е арестуван в Скопие и след осем месеца е осъден на две години затвор за пране на пари.
През юли 2013 е лустриран като щатен сътрудник на тайните служби от Комисията за лустрация в Северна Македония.